# Guido Chiesa
Guido Chiesa (* 18. November 1959 in Turin) ist ein italienischer Regisseur.

## Leben
Chiesa hielt sich seit 1983 in den USA auf und arbeitete mit Jim Jarmusch bei Stranger Than Paradise und Down By Law; anschließend begann er mit der Inszenierung erster Kurzfilme und von Videoclips. Daneben verfasste er auch Bücher. Nach Rückkehr in sein Geburtsland drehte er 1992 seinen ersten abendfüllenden Spielfilm, Il caso Martello, mit dem er den Grolla d'oro gewann.
Im Weiteren arbeitet er unregelmäßig für das Kino, in der Hauptsache drehte er weiter Kurz- und Dokumentarfilme. Seine Filme zeichnen sich durch leidenschaftliche Recherche aus und beschäftigen sich häufig mit der jüngeren italienischen Geschichte.
2008 inszenierte er die aufwändige Fernseh-Miniserie Quo vadis?.

## Filmografie (Auswahl)
- 1992: Der Fall Martello (Il caso Martello)
- 1994: Babylon – mörderische Lügen (Babylon (la paura è la migliora amice dell'uomo))
- 2004: Lavorare con lentezza
- 2008: Quo vadis? (Fernseh-Miniserie)
- 2010: Io sono con te